# Liste der Kulturdenkmäler in Strohn
In der Liste der Kulturdenkmäler in Strohn sind alle Kulturdenkmäler der rheinland-pfälzischen Ortsgemeinde Strohn aufgeführt. Grundlage ist die Denkmalliste des Landes Rheinland-Pfalz (Stand: 17. Juli 2023).

## Einzeldenkmäler
| Bezeichnung                                     | Lage                                | Baujahr                  | Beschreibung | Bild                           |
| ----------------------------------------------- | ----------------------------------- | ------------------------ | --- | ------------------------------ |
| Quereinhaus                                     | Hauptstraße 38 Lage                 |                          | Quereinhaus | Fotos hochladen                |
| Hofanlage                                       | Hauptstraße 45 Lage                 | frühes 19. Jahrhundert   | Hofanlage; sogenanntes Bockfachwerkhaus, frühes 19. Jahrhundert, Ökonomie vom Ende des 19. Jahrhunderts                                                  | BW                             |
| Heiligenhäuschen                                | Hauptstraße, Ecke Kastanienweg Lage | 18. oder 19. Jahrhundert | segmentbogig geschlossener Mauerblock, 18. oder 19. Jahrhundert                                                                                          | Fotos hochladen                |
| Katholische Pfarrkirche St. Johannes der Täufer | Kirchstraße 2 Lage                  | 1760                     | Westturm von 1760, Chor von 1867, zweischiffige Halle von 1909; Schaftkreuz, Sandstein, bezeichnet 1716; Heiligenhäuschen, Rotsandstein, bezeichnet 1791 | weitere Bilder Fotos hochladen |
| Obere Mühle                                     | Zur Schweiz 32 Lage                 | um 1740                  | ehemalige Mühle; Hofanlage, um 1740 | Fotos hochladen                |
| Wohnhaus                                        | Sprink, Nr. 2/3 Lage                | 18. oder 19. Jahrhundert | stattliches Fachwerkhaus, teilweise massiv, 18. oder 19. Jahrhundert                                                                                     | BW                             |